# Rodrigo Pessoa
Rodrigo Pessoa, född 29 november 1972 i Paris, är en brasiliansk hoppryttare. Han har deltagit i över 50 Grand Prix och vunnit 6 000 000 euro i prispengar. 2004 vann han individuellt OS-guld i Aten och har även två bronsmedaljer i laghoppning från OS 1996 och 2000.
2008 testades Rodrigo Pessoas häst Rufus positivt i en kontroll för doping under OS i Hongkong och Rodrigo som slutat på en femteplats i finalen blev istället diskad.

## Biografi
Rodrigo Pessoa föddes 29 november 1972 i Paris av brasilianska föräldrarna Nelson och Regina Pessoa. Föräldrarna föddes i Rio de Janeiro med flyttade redan 1965 till Chantilly, Frankrike och senare Paris. Rodrigo Pessoas far Nelson Pessoa var framgångsrik ryttare i Brasilien och uppmuntrade tidigt Rodrigos intresse för ridning och hästar. Rodriga och Nelson tävlade bland annat tillsammans i flera större internationella tävlingar och tävlade mot varandra för att vinna det prestigefyllda Grand Prix of Aachen år 1994. 
Rodrigo Pessora tävlingsdebuterade dock redan vid 9 års ålder 1981 i Hickstead, England, men då som juniorryttare. 1984 och 1985 vann han sina första mästerskapstitlar i ponnyklassen. 1988 vann han junior-EM i hoppning men kunde inte behålla titeln då han hade brasilianskt medborgarskap. 
1992 deltog han i de Olympiska sommarspelen i Barcelona för det Brasilien där han red med lagmedlemmarna Carlos Vinicius da Motta, Vitor Teixeira, Lucia Santa Cruz da Motta samt sin egen far Nelson. Rodrigo blev med sina 19 år en av de yngsta olympiska ryttarna och slutade på en nionde plats individuellt på hästen Special Envoy. 1996 deltog han åter i de olympiska spelen och deltog med hästen Lora Piana TomBoy i det brasilianska laget som då tog ett brons.
1997 vann Rodrigo sin första Världscup i finalen i Helsingfors. 1998 blev han med hästen Gandini Lianos den yngsta världsmästaren vid världsryttarspelen i Rom. För sina bedrifter vann han under slutet av 1998 utmärkelsen "Show Jumper of the Year". 1999 vann han sina andra Världscupsseger. Han vann världscupen tre gånger i rad med hästen Baloubet du Rouet. 
2000 tog han ännu en bronsmedalj vid olympiska spelen i Sydney tillsammans med det brasilianska laget. Vid olympiska spelen i Aten 2004 vann han det individuella silvret, men sedan den irländska ryttaren Cian O'Connor med hästen Waterford Crystal diskvalificerats på grund av dopning tilldelades han guldmedaljen vid en ceremoni i sin hemstad Rio de Janeiro. 
Pessoas häst Rufus lämnade ett positivt prov efter den individuella finalen vid OS 2008 i Hongkong, där brasilianaren blev femma. Ämnet som hästen testat positivt för är nonivamid som är syntetiskt capsaicin, ett ämne som fungerar som smärtstillande men som också gör hästen känsligare för slag. Detta gör att hästen oftast undviker att slå i bommer och liknande varpå den räknas som doping. Detta gjorde att Rodriga förlorade sin femteplats och diskvalificerades. 
Idag tävlar Rodrigo Pessoa fortfarande. 2004 fick han sitt första barn, en dotter med dåvarande hustrun Kery Potter som han dock skildes från något år senare. 2009 gifte Rodrigo om sig med nuvarande hustrun Alexa och i januari 2011 fick de sitt första gemensamma barn, Rodrigos andra, en dotter. Idag är Rodrigo bosatt i Bryssel i Belgien där han driver stuteri och träningsanläggning. 

## Meriter

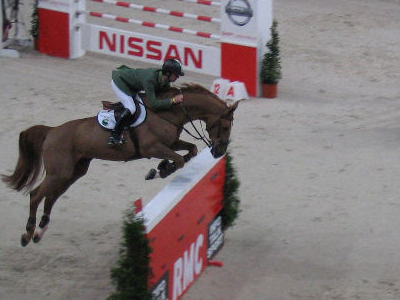
Rodrigo Pessoa på Baloubet du Rouet under en Grand Prixtävling i Paris 2005.

### Medaljer

#### Guld
- OS i Aten 2004
- VM i Rom 1998

#### Brons
- OS i Atlanta 1996
- OS i Sydney 2000

### Övriga meriter
- Fick utmärkelsen och trofén "Show Jumper of the Year" 1998.
- 98 starter i Världscupstävlingar med 11 vinster.

Vann Världscupen 1998, 1999 och 2000.

## Topphästar
- Special Envoy (född 1980), fuxfärgad Irländsk sporthäst e: King of Diamonds
- Loro Piana Tomboy (född 1985), brun Irländsk sporthäst e: Coevers xx
- Baloubet du Rouet (född 1989), fuxfärgad Selle français e: Almé Z
- Rufus (född 1998), brunt Holländskt varmblod e: Landaris